# Mammal Species of the World
Mammal Species of the World: A Taxonomic and Geographic Reference je standardní referenční zdroj v mammalogii. Obsahuje popisy druhů a bibliografická data pro všechny známé druhy savců. 
Online verze je vydávána Bucknellovou Universitou ve Spojených státech.